# New York Film Critics Circle Awards 1979
La 45ª edizione della cerimonia dei New York Film Critics Circle Awards, annunciata il 19 dicembre 1979, si è tenuta il 1º febbraio 1980 ed ha premiato i migliori film usciti nel corso del 1979.

## Vincitori e candidati

### Miglior film
- Kramer contro Kramer (Kramer vs. Kramer), regia di Robert Benton
- All American Boys (Breaking Away), regia di Peter Yates
- Manhattan, regia di Woody Allen

### Miglior regista
- Woody Allen - Manhattan
- Robert Benton - Kramer contro Kramer (Kramer vs. Kramer)
- Bob Fosse - All That Jazz - Lo spettacolo comincia (All That Jazz)

### Miglior attore protagonista
- Dustin Hoffman - Kramer contro Kramer (Kramer vs. Kramer)
- Peter Sellers - Oltre il giardino (Being There)
- Nick Nolte - I mastini del Dallas (North Dallas Forty)

### Miglior attrice protagonista
- Sally Field - Norma Rae
- Bette Midler - The Rose
- Hanna Schygulla - Il matrimonio di Maria Braun (Die Ehe der Maria Braun)

### Miglior attore non protagonista
- Melvyn Douglas - Oltre il giardino (Being There)
- Frederic Forrest - The Rose
- James Woods - Il campo di cipolle (The Onion Field)

### Miglior attrice non protagonista
- Meryl Streep - Kramer contro Kramer (Kramer vs. Kramer) eThe Seduction of Joe Tynan
- Jane Alexander - Kramer contro Kramer (Kramer vs. Kramer)
- Barbara Barrie - All American Boys (Breaking Away)

### Miglior sceneggiatura
- Steve Tesich - All American Boys (Breaking Away)
- Woody Allen e Marshall Brickman - Manhattan
- Jerzy Kosinski - Oltre il giardino (Being There)

### Miglior film in lingua straniera
- L'albero degli zoccoli, regia di Ermanno Olmi • Italia
- Il vizietto (La Cage aux folles), regia di Édouard Molinaro • Francia/Italia
- Gazzosa alla menta (Diabolo menthe), regia di Diane Kurys • Francia
- Soldato d'Orange (Soldaat van Oranje), regia di Paul Verhoeven • Paesi Bassi/Belgio